# Acutiserolis poorei
Acutiserolis poorei is een pissebeddensoort uit de familie van de Serolidae. De wetenschappelijke naam van de soort is voor het eerst geldig gepubliceerd in 2009 door Brandt.